# Martin Barnewitz
Martin Barnewitz (født 13. maj 1974) er en dansk filminstruktør.
Han har instrueret Kollegiet og Dannys dommedag.